# Frigyes Vilmos brandenburgi választófejedelem
I. Frigyes Vilmos, ném.: Friedrich Wilhelm I., (Berlin, 1620. február 16. – Potsdam, 1688. május 9.) a Nagy Választófejedelemként (der Große Kurfürst), régi magyar nyelvű anyagokban Nagy Választóként emlegetett brandenburgi választófejedelem és porosz herceg, aki ezeket a tisztségeket 1640-től gyakorolta. A Hohenzollern-ház tagja, apja György Vilmos választófejedelem volt.

## Uralkodása
Uralkodásának kezdetén birodalma nem alkotott egységes egészet, így legfontosabb törekvése ezen területek egyesítése volt. A vesztfáliai béke (1648) lehetővé tette Poroszország felemelkedését, amennyiben új területekkel gyarapodott, így például Hátsó-Pomerániával, Halberstadttal, Mindennel, a kammini püspökséggel, valamint Magdeburg érsekségével.
I. Frigyes Vilmos nevéhez fűződik Poroszország katonai hatalommá tétele. Az állandó hadsereggel (miles perpetus) a fejedelem megteremtette a militarizált porosz állam alapjait, mely tovább erősödött az 1675. június 28-i fehrbellini ütközettel, és az 1678-79-es téli hadjárattal, amelynek során a Kelet-Poroszország felől betört svéd seregeket egészen Rigáig kergették.
Poroszország katonai megerősödése egyúttal új fenyegetést jelentett elsősorban déli szomszédjának, a Habsburg Birodalomnak.
Támogatta ezen kívül az ipart, utakat építtetett, fejlesztette a közlekedést és kereskedelmet.

## Külpolitika
1672-ben Poroszország–Brandenburg az uralkodó vezetésével szövetségre lépett Hollandiával a franciák ellen. A francia–holland háborúban Brandenburg Hollandia szövetségeseként lépett be, emiatt 1674-ben XIV. Lajos szövetségese, XI. Károly svéd király megtámadta Brandenburgot. Kitört a svéd–brandenburgi háború, amelybe Dánia is bekapcsolódott (skånei háború). A svédek támadását Frigyes Vilmos hadserege több sikeres ütközetben (pl. az 1675-ös fehrbellini csatában) visszaverte, és kiűzte őket Svéd-Pomerániából. 1678-ban azonban szövetségesei, a legyőzött Hollandia és a protestáns Brandenburgra féltékeny I. Lipót császár különbékét kötöttek Franciaországgal. A nijmegeni békeszerződés aláírásával magára hagyták Brandenburgot, szemben a francia–svéd szövetséggel. Frigyes Vilmos 1678-ban így is megszerezte egész Pomerániát, és 1678-79 telén gyors ellenoffenzívával visszaverte a Kelet-Poroszország felől támadó svéd hadakat is, visszaűzve őket kiindulási állásaikba, Rigába. XIV. Lajos – megvert svéd szövetségesének érdekeit képviselve – minden elfoglalt terület visszaadására szólította fel Frigyes Vilmost, aki visszautasította a zsarolást és minden diplomáciai eszközzel igyekezett megőrizni országa integritását. 1679 májusában azonban a francia hadsereg megtorló támadást indított Brandenburg nyugati tartományai ellen, ennek nyomán júniusban Frigyes Vilmos kénytelen volt aláírni a saint-germaini békeszerződést, amelynek értelmében ismét vissza kellett adnia a svédeknek a tőlük karddal megszerzett nyugat-pomerániai tartományt.
A császárban csalódott Frigyes Vilmos ezért Franciaországgal kötött katonai szövetséget, és az 1683-ban kitört francia–spanyol háborúban XIV. Lajost támogatta. Később ismét megromlott a viszonya Franciaországgal. 1685-ben XIV. Lajos visszavonta a nantes-i ediktumot és protestáns-üldözésbe fogott. Ennek hatására francia hugenotta menekültek özönlöttek Poroszországba (a menekültek száma kb. félmillióra tehető, ebből 15 ezren Brandenburg-Poroszországban telepedtek le). A nantes-i ediktum visszavonására válaszul Brandenburg-Poroszország uralkodója 1685-ben kiadta a potsdami ediktumot, ennek szellemében letelepedést és vallásszabadságot biztosított a hugenotta menekülteknek. Az ediktum a vallási tolerancia egyik jelképévé vált. A francia hugenotta kereskedők és iparosok beköltözése jelentősen hozzájárult Brandenburg és a Poroszország gazdaságának fejlődéséhez.

## Lásd még
- Poroszország és Brandenburg uralkodóinak listája

| Előző uralkodó: György Vilmos | Brandenburg választófejedelme 1640 – 1688 Hohenzollern | Következő uralkodó: III. Frigyes |